# Regulatory capture
L'espressione inglese regulatory capture (traducibile in italiano come cattura del regolatore, o cattura della regolamentazione) è utilizzata con riferimento a situazioni in cui un'agenzia di regolamentazione statale (come authority, organismi di controllo, organi di sorveglianza), creata per agire nell'interesse pubblico, agisce invece in favore degli interessi commerciali o speciali dominanti nell'industria o nel settore oggetto della regolamentazione..

## Fenomenologia
La regulatory capture è una forma di fallimento dello stato, in quanto può agire come incentivo per le grandi imprese alla produzione di esternalità negative. La conseguenza è la perdita di neutralità, terzietà, e oggettività, delle attività regolatorie, a favore di una interpretazione dei fenomeni e delle dinamiche di mercato vicine a quella dei controllati. In tal modo, in modo inconsapevole, la visione mutuata da detta vicinanza ingenera uno slittamento dei giudizi e una distorsione nell'esercizio del potere di vigilanza/indirizzo, con uno spostamento dalla tutela degli interessi di corretto funzionamento dei mercati alla tutela degli interessi espressi dalle aziende sorvegliate. 
I casi più noti sono quelli relativi a operatori assoggettati a vigilanza, come banche, assicurazioni, gestori di fondi pensione, ecc., o i soggetti che erogano servizi in concessione, come le utility, che vengono sottoposti a controllo in ragione del rilievo e della natura stessa delle attività da loro svolte e delle funzioni assolte. La teoria economica evidenzia come la "cattura" possa verificarsi per l'insufficiente autonomia nella capacità di giudizio degli enti e soggetti regolatori, che sarebbero indotti ad allineare le proprie analisi e valutazioni alle interpretazioni fornite dagli operatori controllati. 
Per i sostenitori della teoria della scelta pubblica, la cattura normativa si verifica perché gruppi o individui con un grande interesse nei confronti degli esiti di decisioni politiche o regolamentari cercano di focalizzare le loro risorse ed energie nel tentativo di ottenere i risultati in termini di politica che essi stessi preferiscono, mentre i membri del pubblico, che hanno pochi interessi al riguardo, lo ignorano del tutto. La regulatory capture si verifica quando questo squilibrio di risorse destinate a perorare un particolare esito politico ha successo nel "catturare" l'attenzione del personale o dei membri della commissione dell'ente di regolamentazione in modo che vengono implementati gli esiti politici auspicati su cui è stato posto un particolare interesse.
La teoria della regulatory capture è un punto fondamentale del ramo della scelta pubblica riferito all'economia della regolamentazione; gli economisti competenti in questo settore sono critici rispetto alla concettualizzazione degli interventi di regolamentazione governativi considerati necessari per proteggere i beni pubblici. Tra gli articoli spesso citati sono compresi Bernstein (1955), Huntington (1952), Laffont & Tirole (1991), nonché Levine & Forrence (1990). La teoria della cattura normativa è associata con l'economista vincitore del premio Nobel George Stigler, uno dei suoi principali sviluppatori.
Il rischio di regulatory capture suggerisce che le agenzie di regolamentazione dovrebbero essere protette il più possibile da influenze esterne, o altrimenti non dovrebbero neanche essere create. Un'agenzia di regolamentazione "catturata" che serve gli interessi dei soggetti da essa regolamentati con il supporto del potere governativo, è spesso peggiore della mancanza assoluta di regolamentazione.
Per fronteggiare questi rischi, detti Enti si dotano di servizi di studi e analisi in grado di produrre robuste elaborazioni sui settori e sui mercati cui rivolgono la loro attenzione.

## Fondamento economico
L'idea della cattura normativa ha un'ovvia base economica nel fatto che chi ha acquisito interessi in un settore, ha il maggior interesse economico nell'attività regolamentare ed è più probabilmente motivato a influenzare l'organismo di regolamentazione, piuttosto che i singoli consumatori, ciascuno dei quali ha scarso interesse personale per cercare di influenzare le autorità di regolamentazione. Allo stesso modo, ci si aspetta che quando i regolamentatori formano organismi specialistici per esaminare le linee di condotta, questi avranno immancabilmente al proprio interno membri o ex membri del settore, o perlomeno individui con contatti nel settore.
Alcuni economisti, come Jon Hanson e i suoi coautori, sostengono che il fenomeno si estenda ben oltre le sole agenzie e organizzazioni governative. Il mondo degli affari è incentivato a controllare tutto ciò che ha un potere su di esso, comprese le istituzioni - dai mezzi di comunicazione, alle università, alla cultura popolare - e cercherà quindi di catturare anche queste. Quando ciò avviene, tali autori definiscono il fenomeno "cattura profonda" (in inglese: "deep capture").

## Esempi
Storici, scienziati politici ed economisti hanno utilizzato la Interstate Commerce Commission (ICC), un ente federale di regolamentazione negli Stati Uniti, come classico esempio di regulatory capture. La creazione della ICC fu il risultato di ampie e durature agitazioni anti-ferroviarie, ma la commissione fu più tardi accusata di agire nell'interesse delle compagnie ferroviarie e delle imprese di autotrasporti. La ICC, si sostenne, fissava le tariffe a livelli artificialmente elevati ed escludeva nuovi concorrenti attraverso un processo restrittivo di rilascio dei permessi.
In Canada, le parole "Ingegnere" ("Engineer"), "Ingegneria" ("Engineering") e l'espressione "Ingegnere Professionale" ("Professional Engineer") sono marchi commerciali. Nessuna persona può offrire servizi ingegneristici o definirsi ingegnere senza prima aver ottenuto la certificazione dall'Associazione Ingegneristica nella provincia in cui intende esercitare. Tali Associazioni Ingegneristiche sono agenzie private di auto-regolamentazione, autorizzate dalle diverse province, le cui disposizioni hanno forza di legge. Le barriere all'entrata per i candidati provenienti dall'esterno della provincia in cui si intende esercitare sono abbastanza alte.
Lo studioso Thomas Alured Faunce ha affermato che i diritti per l'annullamento dei benefici in situazione di non violazione (in inglese "Non-violation nullification of benefits") previsti dall'Organizzazione mondiale del commercio, in particolare quando inseriti in accordi commerciali bilaterali, possono facilitare un'intensa attività di lobbying da parte del settore industriale, che può risultare efficace nella cattura normativa di ampie aree della politica governativa.
Anche la statunitense Food and Drug Administration (FDA) è stata accusata di agire nell'interesse dei vari settori (agricolo, alimentare, farmaceutico), e di supportarne i monopoli, a danno degli interessi e del benessere dei consumatori. 
Un altro esempio di un ente potenzialmente soggetto a cattura è la Federal Aviation Administration (FAA). Tale ente, infatti. è titolare di un doppio mandato: promuovere l'aviazione e regolarne la sicurezza. La FAA ha definito le compagnie aeree come i propri "clienti" fino al settembre 2009, quando il suo amministratore ha emesso una direttiva stabilendo l'uso di tale termine da parte dell'ente solo in riferimento al pubblico che vola.

## Citazioni
Richard Olney, procuratore generale degli Stati Uniti nel periodo 1893-1895, riteneva a proposito della Interstate Commerce Commission: "La commissione è, o può essere fatta diventare, di grande utilità per le ferrovie. Soddisfa la richiesta popolare di una supervisione pubblica delle ferrovie, anche se allo stesso tempo tale supervisione è quasi interamente formale".
Nel 1913 il Presidente degli Stati Uniti Thomas Woodrow Wilson scrisse: "Se il governo deve dire ai grandi uomini d'affari come condurre i loro affari, allora non vi rendete conto che i grandi uomini d'affari devono essere più vicini al governo di quanto lo siano ora? Non vi rendete conto che devono catturare il governo, per fare in modo che questo non li limiti troppo? Devono catturare il governo? Lo hanno già catturato".